# Peau d'âne
Peau d'âne (en català: Pell d'ase o Pell de ruc) és un film francès musical de 1970 dirigit per Jacques Demy. També és conegut pels títols en anglès  Once Upon a Time i The Magic Donkey. La pel·lícula va ser adaptada per Demy de Pell d'ase, un conte de fades de Charles Perrault sobre un rei que vol casar-se amb la seva filla. És protagonitzada per Catherine Deneuve i Jean Marais, amb música de Michel Legrand. Peau d'âne també va resultar ser el major èxit de Demy a França amb un total de 2.198.576 espectadors.

## Trama
El Rei (Jean Marais) promet a la seva reina que mor després de la seva mort que només es casarà amb una dona tan bella i virtuosa com ella. Pressionat pels seus assessors per a tornar a casar-se i tenir un hereu, arriba a la conclusió que l'única manera de complir amb la seva promesa de casar-se amb la seva pròpia filla, la princesa (Catherine Deneuve).
Seguint el consell de la seva padrina, la fada Lila (Delphine Seyrig), la princesa exigeix una sèrie de regals nupcials pràcticament impossibles, amb l'esperança que el seu pare renunciï als seus plans de matrimoni. No obstant això, el rei aconsegueix els vestits amb el color del temps, de la lluna i del sol, i, finalment, amb la pell d'un ase màgic que excreta les joies, la font de la riquesa del seu regne. En posar-se la pell de l'ase, la princesa fuig del regne del seu pare per a evitar el matrimoni incestuós.
Sota l'aparença de «pell d'ase», la princesa troba ocupació com a porquer en un regne veí. El príncep d'aquest regne (Jacques Perrin) l'espia en la seva cabanya del bosc i s'enamora d'ella. Malalta d'amor i es retira al seu llit; demana que Pell d'Ase li enforni un pastís per a retornar-li la salut. En el pastís troba un anell que la princesa ha posat allí, la qual cosa assegura que el seu amor és correspost. Decideix casar-se amb la dona a qui l'anell li ajusti.
Totes les dones solteres es reuneixen al castell del príncep i es proven l'anell d'una en una, per ordre de rellevància social. L'última en l'escala social és de tots és Pell d'Ase, que es revela com a princesa quan l'anell s'ajusta al seu dit. En les noces del príncep i la princesa, la fada Lila i el rei arriben i declaren que ells també estan a punt de casar-se.

## Repartiment
- Catherine Deneuve: La Reina, i La Princesa "Pell d'Ase"
- Jean Marais: El Rei
- Jacques Perrin: El príncep
- Delphine Seyrig: La fada Lila
- Henri Crémieux: El Doctor
- Sacha Pitoëff: El Primer Ministre
- Jean Servais: Narrador
- Romain Bouteille: El xarlatà

## Producció
Jacques Demy, fascinat pel conte de fades de Charles Perrault des de la infància, estava treballant en un guió de la pel·lícula des de 1962. La participació de Catherine Deneuve va ser instrumental en l'obtenció de finançament per a la producció.:40 Nombrosos elements de la pel·lícula es refereixen a la pel·lícula de conte de fades La Belle et la Bête de Jean Cocteau (1946): el càsting de Jean Marais, l'ús d'actors en viu per a representar les estàtues humanes als castells, i l'ús de simples efectes especials, com la càmera lenta i el moviment invers.

## Premis
Medalles del Cercle d'Escriptors Cinematogràfics
| Any  | Categoria                  | Resultat   |
| ---- | -------------------------- | ---------- |
| 1971 | Millor pel·lícula infantil | Guanyadora |